# Buddelundia laevigata
Buddelundia laevigata là một loài chân đều trong họ Armadillidae. Loài này được Budde-Lund miêu tả khoa học năm 1912.